# عادل معیزه
عادل معیزه (عربی: عادل معيزة؛ زادهٔ ۱۸ مارس ۱۹۸۳) بازیکن فوتبال اهل الجزایر است.
از باشگاه‌هایی که در آن بازی کرده‌است می‌توان به باشگاه فوتبال وفاق سطیف، باشگاه فوتبال الاهلی عربستان سعودی، باشگاه فوتبال اتحاد الجزایر، باشگاه فوتبال القبائل، و باشگاه فوتبال قسنطینه اشاره کرد.
وی همچنین در تیم ملی فوتبال الجزایر بازی کرده‌است.